# Caroline Arft
Caroline Arft (Bonn, 14 de enero de 1996) es una deportista alemana que compite en piragüismo en la modalidad de aguas tranquilas. Ganó una medalla de bronce en el Campeonato Mundial de Piragüismo de 2022, en la prueba de K2 500 m mixto.

## Palmarés internacional
| Campeonato Mundial | Campeonato Mundial | Campeonato Mundial | Campeonato Mundial |
| Año                | Lugar              | Medalla            | Competición        |
| ------------------ | ------------------ | ------------------ | ------------------ |
| 2022               | Halifax (Canadá)   | Medalla de bronce  | K2 500 m mixto     |